# Hausingen
Hausingen ist eine Ortslage von Reusrath und Reusrath ein Stadtteil der Stadt Langenfeld.

## Lage
Die derzeitige Ortslage von Hausingen umfasst den östlichen Teil der Grünewaldstraße auf der Mittelterrasse, die daran angrenzenden Abschnitte der Brunnenstraße, der Rennstraße und der Sandstraße, zudem die Louveciennesstraße, die Straßen Am Collmar und Dickelskamp sowie die Opladener Straße zwischen Köttingen und der oberen Rheinstraße. An Hausingen grenzt im Osten die eigentliche Ortslage Reusrath an, im Süden liegen Köttingen und Kämpe, im Nordwesten wie Westen Gieslenberg und im Norden schließlich das Hagelkreuz. Für Hausingen gilt wie für Köttingen, die beide inzwischen eine gemeinsame Ortslage westlich der Opladener Straße bilden, ist mit einer weiteren Verdichtung der Bebauung sowie mit der Ansiedlung weiterer Einwohner in den nächsten Jahren zu rechnen.

## Zum Namen
Während hinsichtlich des Namens Hausingens seitens des Namensforschers Heinrich Dittmaier die Gründung eines Huso vermutet wird, ist für Hans Bahlow die Bedeutung der ersten Silbe offen. Nur mit einer Gebäudebezeichnung (Haus) habe es wohl nichts zu tun, anders als sie Dittmaier zumindest bezüglich für die  erste Silbe Kött-ingens annimmt. Unstreitig aber gehören die Ortsteile auf die Endung -hausen zu den ältesten Ortsnamen im Zusammenhang mit der rückläufigen fränkischen Landnahme. Damit wird eine Neubesiedelungsoffensive der Franken auf der rechten Seite des Rheins nach einer Abwanderung von Germanen im ersten Jahrhundert nach Christus in das Römische Reich umschrieben. Sie datiert in das sechste und siebte Jahrhundert nach Christus.

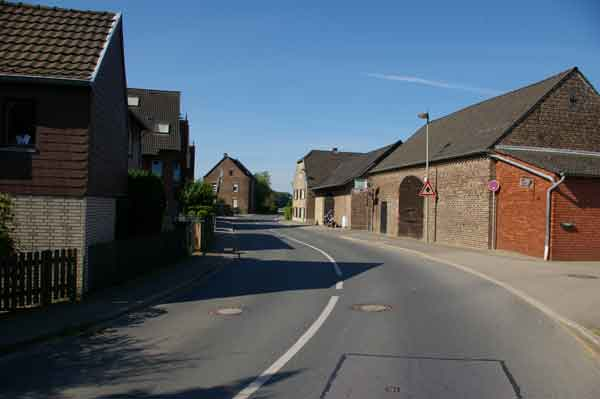
Ortsdurchfahrt Hausingen in Richtung Mehlbruch
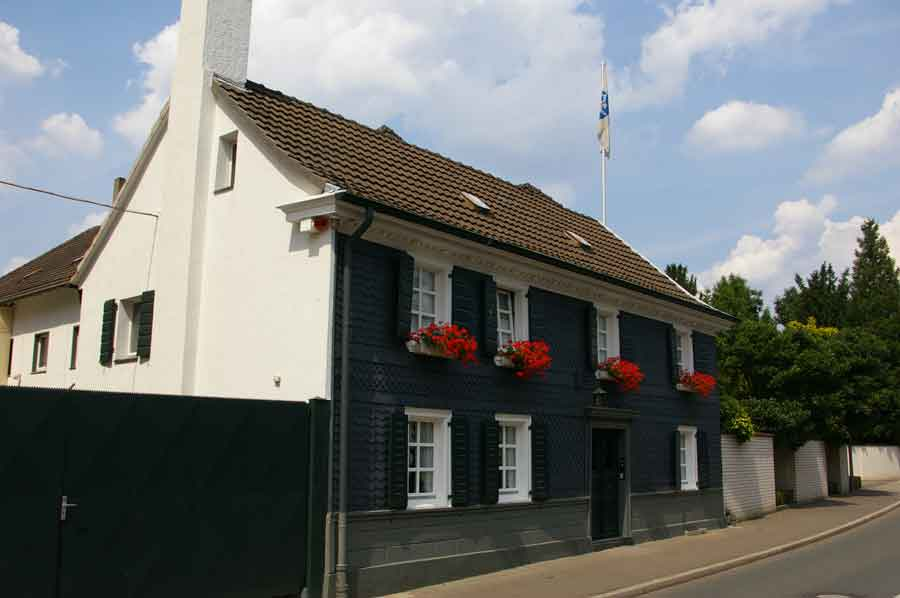
Altes Bauernhaus des Mühlenbetriebs
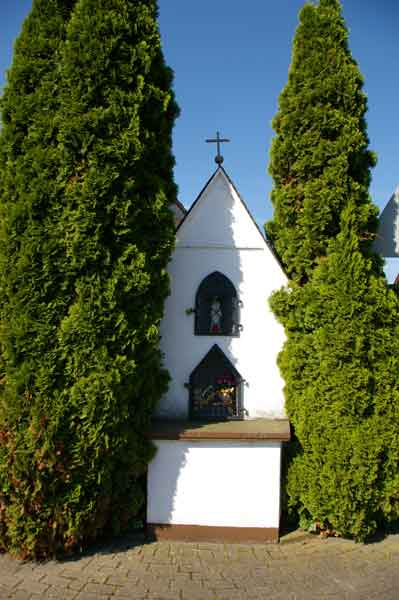
Wegestock Hausingen, Grünewaldstraße
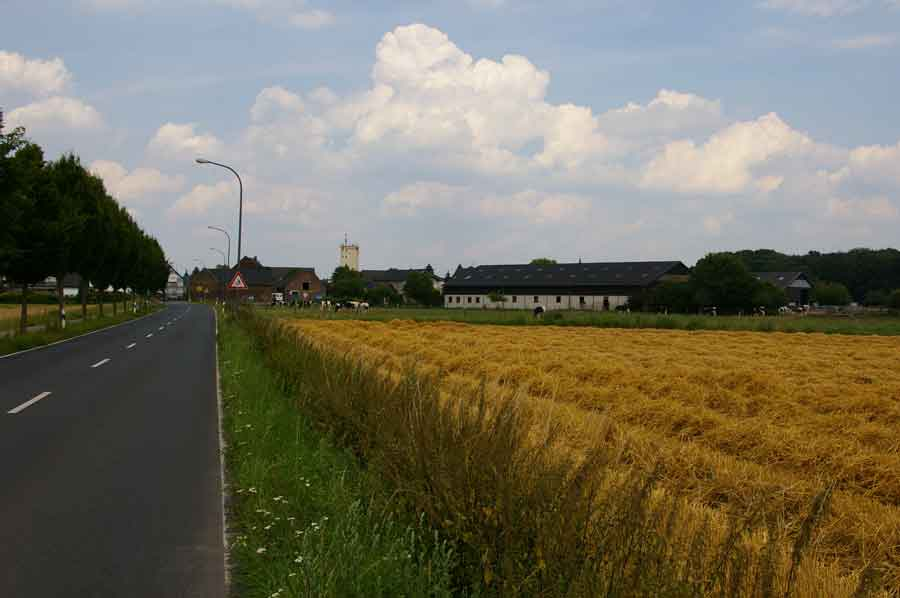
Hausingen aus Blickrichtung Westen

## Geschichte
Spannend ist zudem die räumliche Nähe zum Neuburger Hof, wo auf dem Rosendahlsberg, einer Geländeterrasse zu Wupper und Rhein hin, ein Gräberfeld aus dem 1. nachchristlichen Jahrhundert entdeckt wurde. Es weist auf den Verlauf des ersten Handelsweges durch das Rheinland, den Mauspfad hin. Dieser verlief in Langenfeld aus Opladen kommend über den vorerwähnten Rosendahlsberg, durch Schnepprath hindurch sowie an Köttingen und Kämpe vorbei nach Hausingen. Von hier aus führte der Weg mutmaßlich über die heutige Opladener Straße durch die Ortslagen Hagelkreuz und Galkhausen. Über den Hucklenbruch verlief die Route dann durch die Talstraße, und weiter über den Ganspohl nach Richrath. Dieser Weg, ab Hilden Butenweg genannt, verband überregional den Rheingau mit Essen, wo er den Hellweg erreichte.

## Wirtschaft
In welcher Weise dieser Weg Hausingens Einwohner beeinflusste, bleibt offen. Dass es jedoch Menschen gab, die aus Hausingen stammten und sich als etwa Hausierer verdingten oder als Zulieferer für die Solinger Hersteller von Messern, Essbestecken und Werkzeugen arbeiteten, ist bekannt. Dennoch war Hausingen überwiegend landwirtschaftlich geprägt. Verbürgt sind des Weiteren für den Zeitraum von 1656 bis 1809 an vielen Stellen der Stadt, so auch in Hausingen, nebenberufliche Weber, mutmaßlich Landwirte, die im Winter ihre Einkünfte mit Heimarbeit aufbesserten. Besonderer Erwähnung bedarf der Hof des Peter Leyhausenn, geboren 1763. Aus ihm heraus und auf ihm entstand die heutige Reusrather Mühle. Gehandelt wurde um 1845 etwa mit aus Peru stammendem Guano-Dünger, mit aus Chile stammendem Salpeter, mit Thomasmehl, Kraftfutterartikeln und Brennstoffen. Nach der Elektrifizierung Reusraths wurde 1910 eine Mühle in Betrieb genommen. Die heutige Firma erzielt nach wie vor mit Mehl und Nahrungsmitteln, mit Getreide und Futtermitteln sowie mit Bäckereiartikeln ihre Umsätze.

## Vermischtes
- Am 25. Juli 1637 unterschreibt eine Witwe Namens Elisabeth Koch aus Hausingen ihren letzten Willen mit eigenen Händen.[1]
- 1702 wird ein Adolf Bertram aus Hausingen als Schöffe des Gerichtes in Hitdorf erwähnt.[1]
- 1816 zählt Hausingen als Bauerschaft 118 Einwohner.[1]
- 1900 rügt der Gemeinderat das Befahren der unbefestigten Straßen in Hausingen durch schwere Rheindorfer Dachziegel- und Backstein-Fuhrwerke mit einem Gesamtgewicht bis 2800 kg sowie den Verkehr mit Mühlenfuhrwerken mit einem Gesamtgewicht bis 1800 kg. Mit einer Verringerung des Gewichtes hoffte man, die Wegebaukosten in einem erträglichen Maße zu halten.[1]
- 1904 wird ein Arbeiter aus Hausingen nach einem Zechgelage von einem Kollegen mit dem Messer schwer verletzt. Nach einem Brusteinstich muss er zum Arzt, wo er lange bewusstlos bleibt.[1]